# حزقيال ميغيل ألونسو
حزقيال ميغيل ألونسو (بالإسبانية: Juan Miguel Alonso)‏ (19 فبراير 1962 بسان سيباستيان في إسبانيا - ) هو لاعب كرة سلة إسباني في مركز الهجوم خلفي.

## وصلات خارجية
- حزقيال ميغيل ألونسو على موقع بروبوليرز (الإنجليزية)